# Municipio de Center (condado de Sebastian)
El municipio de Center (en inglés: Center Township) es un municipio ubicado en el condado de Sebastian en el estado estadounidense de Arkansas. En el año 2010 tenía una población de 10762 habitantes y una densidad poblacional de 107,63 personas por km².

## Geografía
El municipio de Center se encuentra ubicado en las coordenadas 35°11′40″N 94°14′32″O / 35.19444, -94.24222. Según la Oficina del Censo de los Estados Unidos, el municipio tiene una superficie total de 99.99 km², de la cual 98.63 km² corresponden a tierra firme y (1.37%) 1.36 km² es agua.

## Demografía
Según el censo de 2010, había 10762 personas residiendo en el municipio de Center. La densidad de población era de 107,63 hab./km². De los 10762 habitantes, el municipio de Center estaba compuesto por el 93.19% blancos, el 0.25% eran afroamericanos, el 2.39% eran amerindios, el 1.01% eran asiáticos, el 0.02% eran isleños del Pacífico, el 0.85% eran de otras razas y el 2.29% pertenecían a dos o más razas. Del total de la población el 3.41% eran hispanos o latinos de cualquier raza.